# Maniola oreas
Maniola oreas är en fjärilsart som beskrevs av Le Cerf 1912. Maniola oreas ingår i släktet Maniola och familjen praktfjärilar. Inga underarter finns listade i Catalogue of Life.